# Waldemar Cierpinski
Waldemar Cierpinski (Neugattersleben, DDR, 3. kolovoza 1950. - ), njemački maratonac
Uz Abebea Bikilu jedini je maratonac koji je pobijedio dva puta na Olimpijskim igrama i to:
- OI 1976. u Montrealu - 2:09:55
- OI 1980. u Moskvi - 2:11:03